# 徐泽骏
徐泽骏（1930年6月—2017年10月18日），贵州遵义人，中国人民解放军将领。

## 生平
1949年12月入伍，1953年1月加入中国共产党。历任公安第二十四团参谋，成都军区步兵第二团三营九连连长，成都军区司令部军训部研究科参谋、副科长，成都军区司令部作战部作战科科长、作战部副部长、成都军区副参谋长。2017年10月18日在成都逝世，享年87岁。